# Тамарикс безлистный
Тамарикс безлистный (лат. Tamarix aphylla) — крупнейший из известных видов рода Гребенщик (высота до 18 метров). Данный вид имеет множество других названий, среди которых англ. Athel tamarisk; Athel tree; Athel pine; Athel saltcedar. Вечнозеленое дерево, растущее в Северной, Восточной и Центральной Африке, на Ближнем Востоке, а также в некоторых частях Западной и Южной Азии.

## Распространение
Тамарикс безлистный встречается вдоль рек в засушливых районах. Хорошо растет на засоленных и щелочных почвах. Широтный диапазон распространения находится от 35° с. ш. до 0° с. ш., он тянется на восток от Марокко и Алжира в Северной Африке к Египту и на юг до Африканского Рога и Кении. Встречается на Ближнем Востоке и на Аравийском полуострове, и восточнее, в Иране, Индии, Пакистане и Афганистане.

## Ботаническое описание
Тамарикс безлистный растет как дерево до 18 м в высоту.
Листья расположены поочерёдно вдоль ветвей, они выделяют соль, которая может покрывать коркой их поверхность и падать на землю под растением.
Данный вид может размножаться семенами или корневыми отпрысками.

## Применение
В сельском хозяйстве и растениеводстве используется как ветролом и тенистое дерево в течение многих десятилетий, особенно в сухих регионах, таких, как западная часть Соединённых Штатов и центральная и западная части Австралии. Из-за адаптивных особенностей, помогающих перенести пожар, деревья данного вида могут использоваться в качестве противопожарных барьеров. Даже сухое дерево тамарикса горит плохо из-за его высокой зольности (30—40 %) и высокого содержания соли в листве. Если во время пожара корень не был уничтожен, дерево обычно вырастает заново.